# الخذيري (بكيل المير)

تعديل مصدري - تعديل

الخذيري هي إحدى قرى عزلة فاس بمديرية بكيل المير التابعة لمحافظة حجة، بلغ تعداد سكانها 73 نسمة حسب تعداد اليمن لعام 2004.